# Finance Watch
Finance Watch es una organización no gubernamental europea que lleva a cabo investigaciones y defensa de la regulación financiera . Con sede en Bruselas, la organización se centra en la regulación financiera en la Unión Europea .
Finance Watch fue fundada en 2011 por miembros del Parlamento Europeo como contrapeso al lobby financiero.  Su misión es "fortalecer la voz de la sociedad en la reforma de la regulación financiera mediante la promoción y la presentación de argumentos de interés público a los legisladores y al público como contrapeso al lobby de interés privado de la industria financiera". 

## Antecedentes
Finance Watch se fundó el 30 de junio de 2011 como consecuencia de una petición iniciada en junio de 2010 por 22  miembros del Parlamento Europeo, incluidos miembros de los principales grupos políticos ( ALDE, PPE, Verdes-ALE, GUE/NGL y S&D ). Este llamado a la acción fue firmado por otros 140 funcionarios electos de toda Europa y dio lugar a un proyecto exploratorio financiado por los iniciadores, que a su vez resultó en la Asamblea General fundadora el 30 de junio de 2011. Ieke van den Burg, ex eurodiputado, fue nombrado presidente de la junta directiva y Thierry Philipponnat, ex banquero y ejecutivo de Amnistía Internacional en Francia, se convirtió en secretario general. En enero de 2017, Benoît Lallemand se convirtió en secretario general.

## Actividades
El equipo de investigación de la organización analiza la regulación financiera y formula recomendaciones de política. Luego, sus puntos de vista son comunicados a los formuladores de políticas por su equipo de defensa, que también coopera con las organizaciones miembros que comparten los mismos puntos de vista, y al público en general por su equipo de comunicación. Ejemplos de expedientes que maneja Finance Watch son los requisitos de capital para los bancos (el acuerdo de Basilea III ), la estructura bancaria (la Consulta Liikanen ), el comercio de alta frecuencia, la especulación con alimentos y recursos, y la protección de los inversores minoristas. Finance Watch también organiza conferencias sobre temas de regulación financiera, donde interactúan en público diferentes actores del sector financiero.

## Estructura y financiación
Finance Watch es una asociación internacional de derecho belga  ( AISBL ), y tiene dos tipos de miembros: individuos y organizaciones de la sociedad civil. Estos últimos incluyen grupos de consumidores, sindicatos, asociaciones de vivienda, ONG ambientalistas, ONG de desarrollo y otros. Cada miembro tiene el mismo voto en la asamblea general de la organización. Para convertirse en miembro, tanto las personas como las organizaciones de la sociedad civil deben demostrar ante el Comité de Transparencia e Independencia de la organización que son independientes de la industria financiera. Los miembros individuales también deben calificar para ser miembros demostrando que tienen experiencia y conocimientos relevantes. Los miembros se reúnen al menos una vez al año para una Asamblea General. Durante el año, la Asamblea General está representada por la Junta Directiva. La Junta está compuesta por ocho Directores, incluidos seis elegidos por y de la Asamblea General (cuatro organizaciones Miembros y dos Miembros individuales) y dos Directores independientes ("personalidades externas").
Miembros de la junta directiva de Finance Watch a partir de octubre de 2020:
- Presidente: Alexandra Andhov, Universidad de Copenhague
- Vicepresidente: Marek Hudon, Université Libre de Bruxelles, Bélgica
- Rachel Oliver, dinero positivo
- Erwan Malary, Secours Catholique
- Rainer Geiger, Abogado
- Nadine Strauss, Universidad de Oxford
- Patricia Suárez, ASUFIN (Asociación de Usuarios Financieros)[2]
- Anna María Romano, FISAC/CGIL

El presupuesto de la organización tiene como fuentes principales la financiación de proyectos de la Unión Europea y subvenciones de varias fundaciones benéficas: Adessium Foundation, Fondation pour le progrès de l'homme, Friedrich-Ebert-Stiftung, Better Markets, Open Society Initiative for Europe, así como donaciones individuales y cuotas y contribuciones de los miembros.

## Principios
La misión declarada de Finance Watch es “fortalecer la voz de la sociedad en la reforma de la regulación financiera mediante la promoción y la presentación de argumentos de interés público a los legisladores y al público como contrapeso al cabildeo de interés privado de la industria financiera”.
La organización afirma que sigue seis principios  en la consecución de esta misión:
1. El papel de la industria financiera (asignación de capital, gestión de riesgos y prestación de servicios financieros) tiene fuertes implicaciones de interés público.
2. El papel principal de las finanzas es asignar capital al uso productivo.
3. Las finanzas deben servir a la economía real, no a la inversa.
4. Los bancos son legítimos en la búsqueda de ganancias para garantizar su sostenibilidad, pero las ganancias no deben dañar el interés público.
5. El riesgo de crédito no debe transferirse a la sociedad en general.
6. La economía real necesita tener acceso a capital y servicios financieros, de manera sostenible, equitativa y transparente.

## socios nacionales
Finance Watch tiene socios nacionales en Alemania ( Bürgerbewegung Finanzwende, dirigida por Gerhard Schick ) y Francia.

## enlaces externos
- Página de inicio de Finance Watch
- Finance Watch: un lobby para romper los lobbies Archivado el 13 de octubre de 2013 en Wayback Machine. Archived el   . - Traducción al inglés de un artículo de der Tagesspiegel - 23 de febrero de 2012
- Finance Watch, les transfuges rebelles de la finance - Artículo sobre Finance Watch en Slate.fr (en francés) - 11 de febrero de 2013.
- Finance Watch vigila los mercados Archivado el 26 de octubre de 2017 en Wayback Machine. - breve artículo en el sitio web de Trade Stock Markets Archivado el 4 de febrero de 2020 en Wayback Machine. - 26 de octubre de 2012 (Enlace renovado - 26 de octubre de 2017).
- Lanzamiento del grupo para detener el cabildeo bancario de la UE (archivado) - Artículo del Financial Times sobre el lanzamiento de Finance Watch - 1 de julio de 2011.

- Datos: Q1320777
- Multimedia: Finance Watch / Q1320777